# Santi Nereo e Achilleo (titolo cardinalizio)
Santi Nereo ed Achilleo (in latino: Titulus Sanctorum Nerei et Achillei), inizialmente chiamato Fasciolae, è un titolo cardinalizio istituito da papa Evaristo intorno al 112 ed è presente nell'elenco del sinodo romano del 1º marzo 499. Prese l'attuale nome nel sinodo del 595. Sotto il pontificato di papa Gregorio I divenne una diaconia della XII regione (Augustea), ma, nell'VIII secolo fu ripristinato al rango di titolo presbiteriale. Secondo il catalogo di Pietro Mallio, stilato sotto il pontificato di papa Alessandro III, il titolo era collegato alla basilica di San Paolo fuori le mura ed i suoi sacerdoti vi celebravano messa a turno. Il titolo insiste sulla chiesa dei Santi Nereo e Achilleo.
Dal 28 novembre 2020 il titolare è il cardinale Celestino Aós Braco, arcivescovo emerito di Santiago del Cile.

## Titolari
Si omettono i periodi di titolo vacante non superiori ai 2 anni o non storicamente accertati.
- Aconzio (prima del 495 ? - dopo il 499)
- Paolino e Epifanio (menzionati nel 499)[1]
- Giusto (menzionato nel 595)
- Grazioso ? (menzionato nel 604)
- Felice Anicio Frangipane (VIII secolo)
- Stefano (964 - prima del 980)
- Leone (985 - ?)
- Amico (o Arnicus) (1099 - dopo il 1130)
- Pietro (1122 - circa 1128)
- Gerardo (o Girardo) (1129 - 1130 ? deceduto)
- Errico Moricotti (o Enrico), O.Cist. (1150 - 1179 deceduto)
- Bérenger de Frédol il Vecchio (15 dicembre 1305 - 1309 nominato cardinale vescovo di Frascati)
- Bérenger de Frédol il Giovane (23 dicembre 1312 - 22 agosto 1317 nominato cardinale vescovo di Porto e Santa Rufina)
- Raynaud de La Porte (20 dicembre 1320 - marzo 1321 nominato cardinale vescovo di Ostia-Velletri)
- Pierre Roger de Beaufort-Turenne, O.S.B.Clun. (18 dicembre 1338 - 7 maggio 1342 eletto papa con il nome di Clemente VI)
- Jean de Cros (30 maggio 1371 - 28 settembre 1376 nominato cardinale vescovo di Palestrina)
- Tommaso da Frignano, O.Min. (18 settembre 1378 - dicembre 1378 nominato cardinale vescovo di Frascati)
  - Pierre de Cros, O.S.B.Clun. (23 dicembre 1383 - 16 novembre 1388 deceduto), pseudocardinale dell'antipapa Clemente VII
- Philip Repyngdon, C.R.S.A. (1408-1434)
- Giovanni Berardi di Tagliacozzo (8 gennaio 1440 - 7 marzo 1444), in commendam (7 marzo 1444 - 21 gennaio 1449 deceduto)
  - Bernard de la Planche, O.S.B.Clun. (2 ottobre 1440 - 1441 nominato cardinale presbitero dei Santi Quattro Coronati), pseudocardinale dell'antipapa Felice V
  - Jean d'Arces (6 aprile 1444 - 19 dicembre 1449), pseudocardinale dell'antipapa Felice V
- Jean d'Arces (19 dicembre 1449 - 12 dicembre 1454 deceduto)
  - Titolo vacante (1454 - 1462)
- Burkhard von Weißpriach (31 maggio 1462 - 16 febbraio 1466 deceduto)
- István Várdai (o Varda, o Varada, o Varas) (13 maggio 1467 - 22 febbraio 1471 deceduto)
- Giovanni Arcimboldo (17 maggio 1473 - 30 dicembre 1476 nominato cardinale presbitero di Santa Prassede)
- Giovanni Battista Mellini (30 dicembre 1476 - 24 luglio 1478 deceduto)
- Cosma Orsini, O.S.B.Cas. (3 giugno 1480 - 21 novembre 1481 deceduto)
- Giovanni Conti (15 novembre 1483 - 9 marzo 1489 nominato cardinale presbitero di Santi Vitale, Valeria, Gervasio e Protasio)
  - Titolo vacante (1489 - 1492)
- Maffeo Gherardi (1492 - 13 o 14 settembre 1492 deceduto)[2]
- Giovanni Antonio Sangiorgio (23 settembre 1493 - 23 dicembre 1503 nominato cardinale vescovo di Frascati)
- Juan de Zúñiga y Pimentel (6 dicembre 1503 - 26 luglio 1504 deceduto)
- Francesco Alidosi (17 dicembre 1505 - 11 agosto 1506 nominato cardinale presbitero di Santa Cecilia)
- Francisco de Borja (11 agosto 1506 - 4 novembre 1511 deceduto)
  - Titolo vacante (1511 - 1517)
- Bonifacio Ferrero (6 luglio 1517 - 12 dicembre 1533 nominato cardinale vescovo di Albano)
  - Titolo vacante (1533 - 1537)
- Reginald Pole, diaconia pro illa vice (15 gennaio 1537 - 3 maggio 1540 nominato cardinale diacono di Santi Vito e Modesto in Macello Martyrum)
- Enrique de Borja y Aragón, diaconia pro illa vice (31 maggio 1540 - 16 settembre 1540 deceduto)
- Roberto Pucci (12 giugno 1542 - 17 ottobre 1544 nominato cardinale presbitero dei Santi Quattro Coronati)
- Francesco Sfondrati (2 marzo 1545 - 10 ottobre 1547 nominato cardinale presbitero di Sant'Anastasia)
  - Titolo vacante (1547 - 1556)
- Juan Martínez Silíceo (1º febbraio 1556 - 31 maggio 1557 deceduto)
- Jean Bertrand (9 agosto 1557 - 16 gennaio 1560 nominato cardinale presbitero di Santa Prisca)
- Luigi d'Este, diaconia pro illa vice (6 luglio 1562 - 22 ottobre 1563 nominato cardinale diacono di Santa Lucia in Silice)
- Gabriele Paleotti, diaconia pro illa vice (15 maggio 1565 - 7 settembre 1565 nominato cardinale diacono pro illa vice dei Santi Giovanni e Paolo)
  - Titolo vacante (1565 - 1588)
- Giovanni Francesco Morosini (27 luglio 1588 - 28 marzo 1590 nominato cardinale presbitero di Santa Maria in Via)
  - Titolo vacante (1590 - 1596)
- Cesare Baronio, C.O. (21 giugno 1596 - 30 giugno 1607 deceduto)
- Innocenzo Del Bufalo-Cancellieri (19 novembre 1607 - 27 marzo 1610 deceduto)
- Pier Paolo Crescenzi (12 settembre 1611 - 8 ottobre 1629 nominato cardinale vescovo di Palestrina)
- Antonio Santacroce (12 agosto 1630 - 25 novembre 1641 deceduto)
- Marcantonio Bragadin (26 maggio 1642 - 19 novembre 1646 nominato cardinale presbitero di San Marco)
- Cristoforo Widmann, diaconia pro illa vice (16 dicembre 1647 - 1º aprile 1658 nominato cardinale presbitero di San Marco)
- Baccio Aldobrandini (1º aprile 1658 - 21 gennaio 1665 deceduto)
- Neri Corsini seniore (15 marzo 1666 - 19 settembre 1678 deceduto)
  - Titolo vacante (1678 - 1681)
- Flaminio Taja (17 novembre 1681 - 5 ottobre 1682 deceduto)
  - Titolo vacante (1682 - 1686)
- Girolamo Casanate (16 settembre 1686 - 7 novembre 1689 nominato cardinale presbitero di San Silvestro in Capite)
- Leandro Colloredo, C.O. (7 novembre 1689 - 27 aprile 1705 nominato cardinale presbitero di Santa Maria in Trastevere)
- Alessandro Caprara (25 giugno 1706 - 9 giugno 1711 deceduto)
  - Titolo vacante (1711 - 1715)
- Benedetto Odescalchi-Erba (1º aprile 1715 - 29 gennaio 1725 nominato cardinale presbitero dei Santi XII Apostoli)
- Nicola Spinola (29 gennaio 1725 - 12 aprile 1735 deceduto)
  - Titolo vacante (1735 - 1739)
- Pierre Guérin de Tencin (20 luglio 1739 - 2 marzo 1758 deceduto)
- Nicolò Maria Antonelli (19 novembre 1759 - 25 settembre 1767 deceduto)
- Lazzaro Opizio Pallavicini (20 giugno 1768 - 14 dicembre 1778 nominato cardinale presbitero di San Pietro in Vincoli)
  - Titolo vacante (1778 - 1782)
- František Herzan von Harras (13 settembre 1782 - 7 aprile 1788 nominato cardinale presbitero di Santa Croce in Gerusalemme)
- Luigi Valenti Gonzaga (29 novembre 1790 - 1º giugno 1795 nominato cardinale vescovo di Albano)
- Ippolito Antonio Vincenti Mareri (1º giugno 1795 - 3 agosto 1807 nominato cardinale vescovo di Sabina)
  - Titolo vacante (1807 - 1816)
- Carlo Andrea Pelagallo (29 aprile 1816 - 6 settembre 1822 deceduto)
- Giovanni Francesco Falzacappa (16 maggio 1823 - 17 novembre 1823 nominato cardinale presbitero di Santa Maria in Trastevere)
  - Titolo vacante (1823 - 1829)
- Pietro Caprano (21 maggio 1829 - 24 febbraio 1834 deceduto)
- Giacomo Monico (23 giugno 1834 - 25 aprile 1851 deceduto)
- François-Nicholas-Madeleine Morlot (27 giugno 1853 - 29 dicembre 1862 deceduto)
- Giuseppe Luigi Trevisanato (22 settembre 1864 - 28 aprile 1877 deceduto)
- Inácio do Nascimento Morais Cardoso (25 giugno 1877 - 23 febbraio 1883 deceduto)
- Alfonso Capecelatro di Castelpagano, C.O. (30 luglio 1885 - 15 gennaio 1886 nominato cardinale presbitero di Santa Maria del Popolo)
  - Titolo vacante (1886 - 1890)
- Gaspard Mermillod (26 giugno 1890 - 23 febbraio 1892 deceduto)
- Luigi Galimberti (15 giugno 1893 - 7 maggio 1896 deceduto)
- Antonio Agliardi (3 dicembre 1896 - 14 dicembre 1899 nominato cardinale vescovo di Albano)
- Agostino Gaetano Riboldi (18 aprile 1901 - 25 aprile 1902 deceduto)
- Anton Hubert Fischer (25 giugno 1903 - 30 luglio 1912 deceduto)
  - Titolo vacante (1912 - 1916)
- Pietro La Fontaine (7 dicembre 1916 - 7 marzo 1921 nominato cardinale presbitero dei Santi XII Apostoli)
- Dennis Joseph Dougherty (10 marzo 1921 - 31 maggio 1951 deceduto)
- Celso Costantini (15 gennaio 1953 - 9 giugno 1958 nominato cardinale presbitero di San Lorenzo in Damaso)
- William Godfrey (18 dicembre 1958 - 22 gennaio 1963 deceduto)
- Thomas Benjamin Cooray, O.M.I. (25 febbraio 1965 - 29 ottobre 1988 deceduto)
  - Titolo vacante (1988 - 1994)
- Bernardino Echeverría Ruiz, O.F.M. (26 novembre 1994 - 6 aprile 2000 deceduto)
- Theodore Edgar McCarrick (21 febbraio 2001 - 28 luglio 2018 dimesso)
- Celestino Aós Braco, O.F.M.Cap., dal 28 novembre 2020